# Cimetière Sud de Clichy
Le cimetière Sud de Clichy est un des cimetières de la ville de Clichy dans les Hauts-de-Seine. Il est situé rue Chance-Milly.

## Historique
Ce lieu de sépulture provient du transfert du cimetière situé près de l’église Saint-Médard en 1819.
Il est commun entre Clichy et Levallois-Perret jusqu’en 1870. Il a été agrandi en 1847, 1860 et 1897-1898.

## Caractéristiques
Le cimetière, créé le long de la ligne de Paris-Saint-Lazare à Saint-Germain-en-Laye, est circonscrit par la rue Henri-Barbusse, la rue Chance-Milly et la rue Marcel-Paul. La partie à gauche de l'entrée est la plus ancienne avec encore quelques chapelles funéraires. 
Il comprend un carré militaire. Le monument aux morts sur le rond-point central montre une figure féminine tenant une palme, œuvre du sculpteur Andrieu.
Une plaque au fond à gauche du cimetière rend hommage aux victimes de la fusillade de Clichy du 16 mars 1937.

## Personnalités reposant dans ce cimetière
- Paul Bisciglia (1928-2010), acteur
- Charles Eugène Faré (1801-1870), cofondateur des Nouvelles Galeries du Louvre (chapelle funéraire) ;
- Félix Féréol (1825-1891), célèbre médecin parisien, oncle d'Édouard Brissaud (chapelle funéraire) ;
- L'acteur et dessinateur Romain Thomas dit Lhéritier (1809-1885) ;
- Georges Quiclet (1899-1981), cofondateur avec l'abbé Guérin de la branche française de la Jeunesse ouvrière chrétienne ;
- Louis Rustin (1880-1954), inventeur de la rustine ;
- Le militant de la Ligue communiste révolutionnaire Alexis Violet, pseudonyme de Jean-Michel Mension (1934-2006).

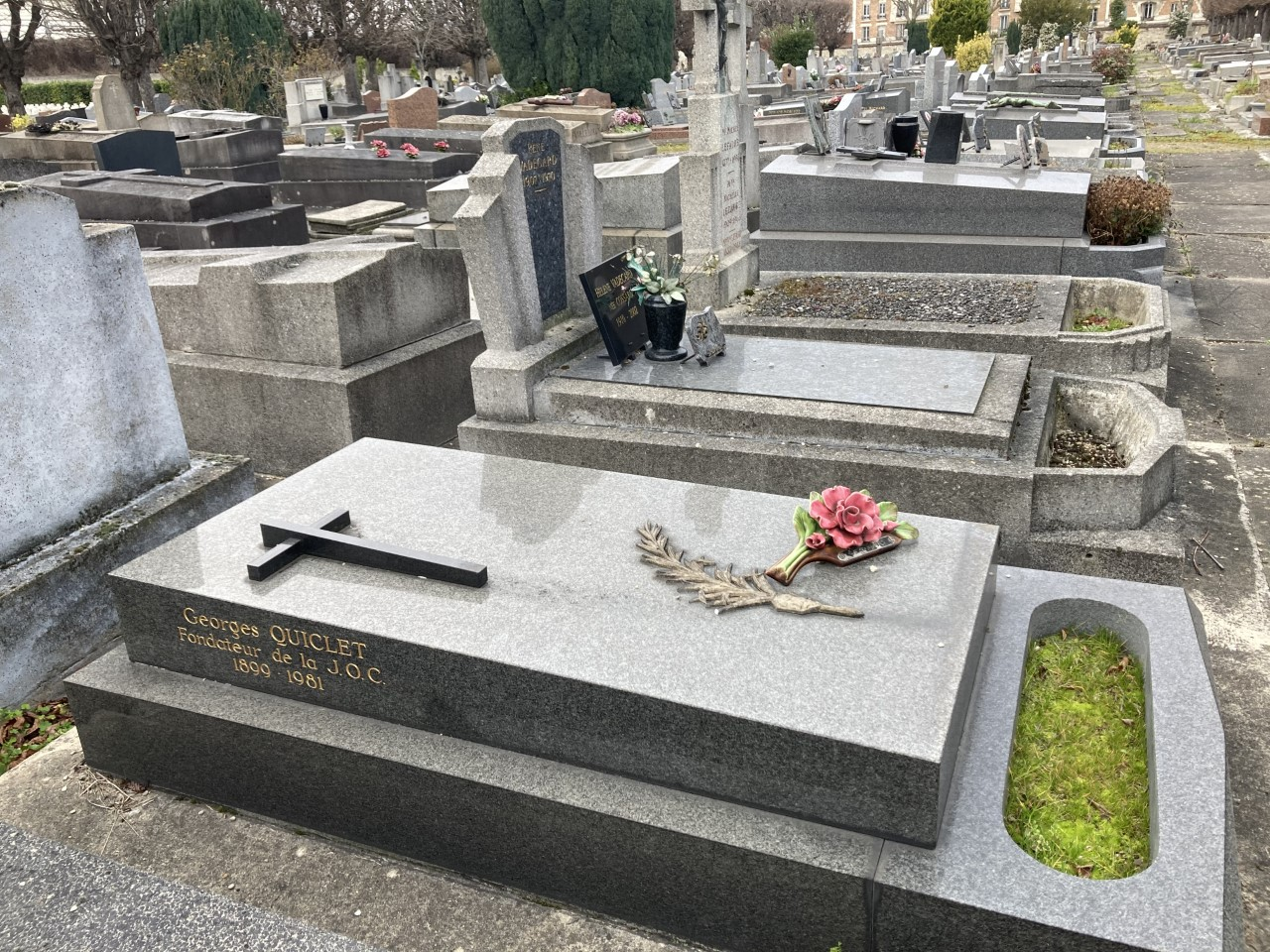
Tombe de Georges Quiclet.
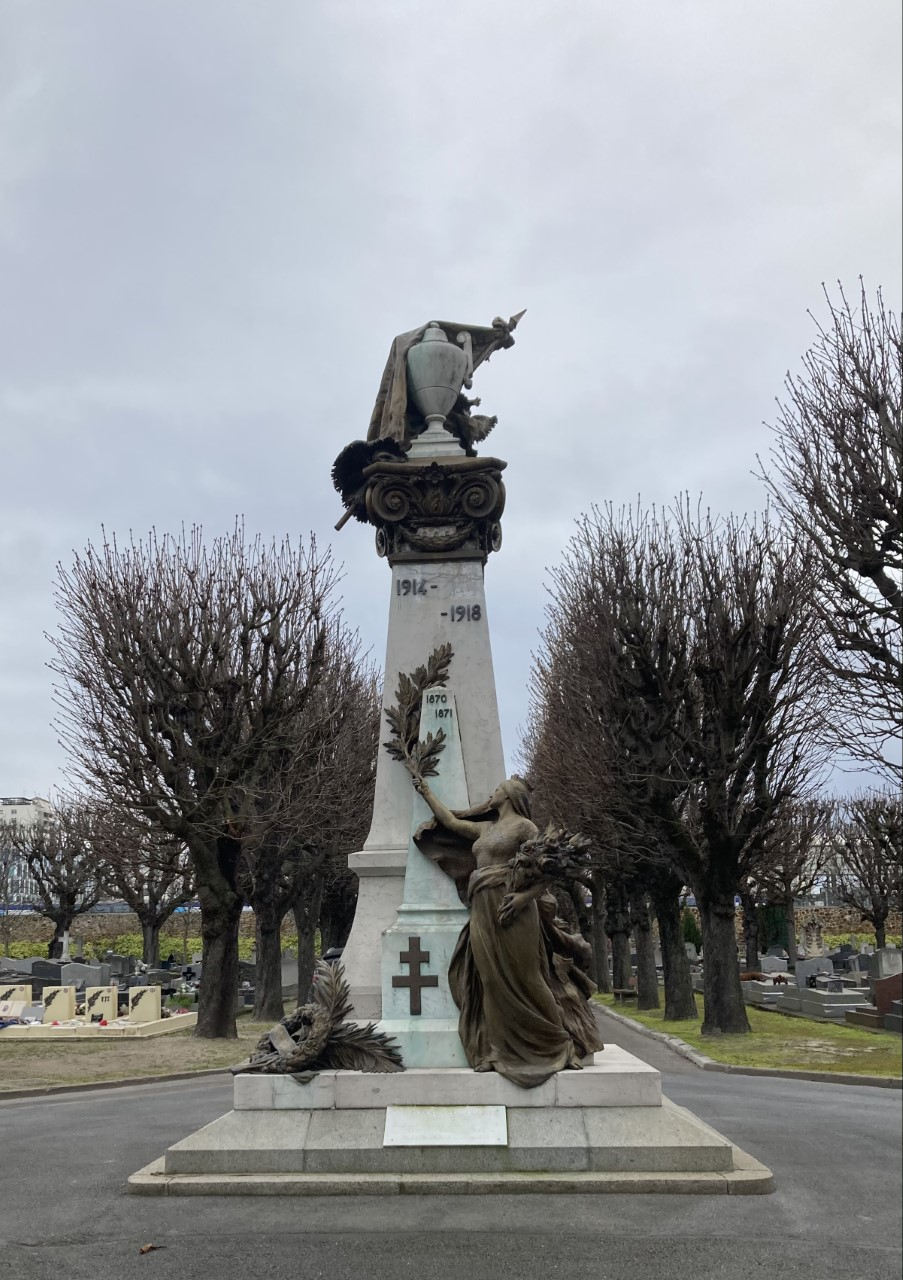
Monument aux morts.
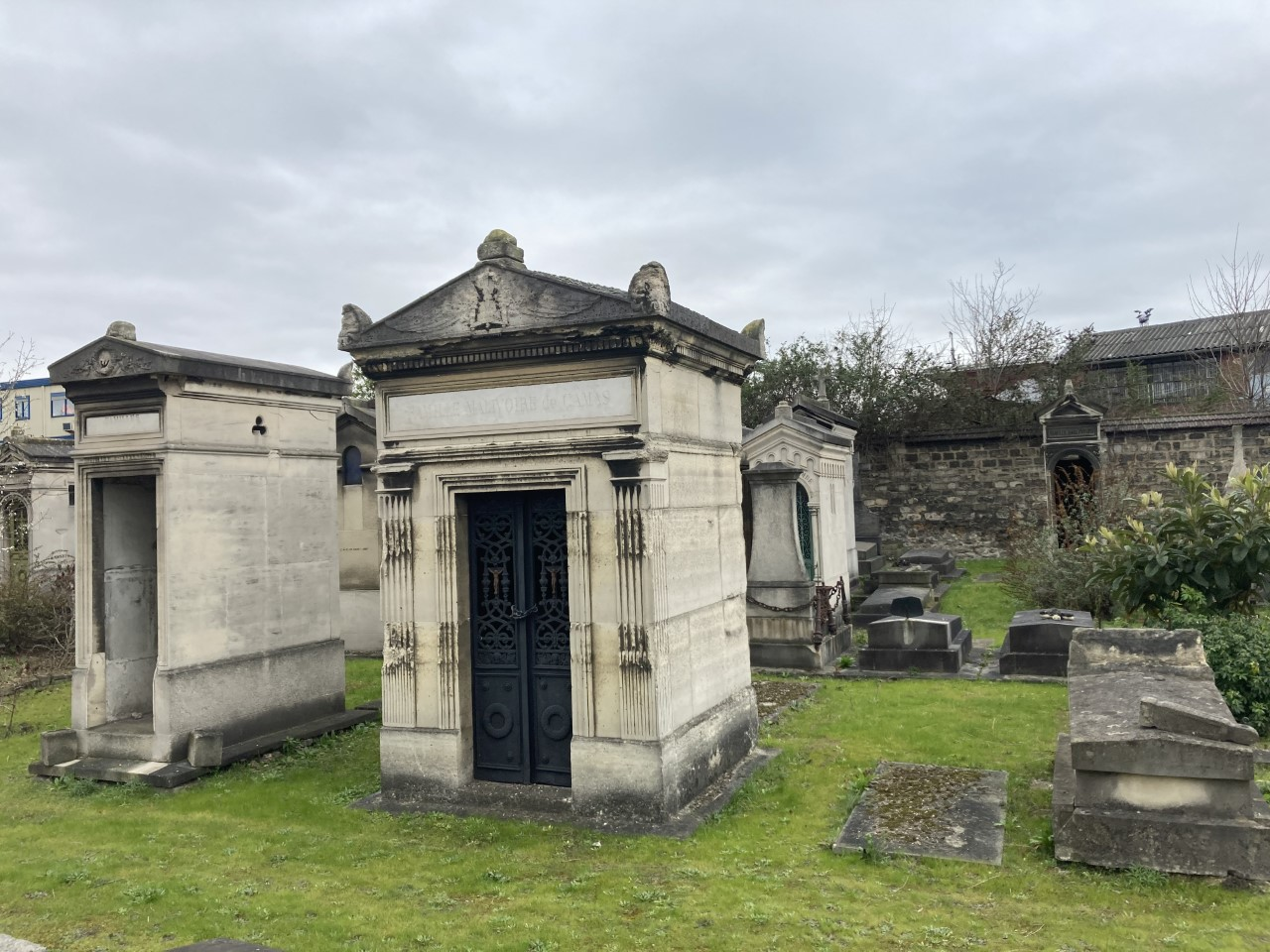
Partie ancienne du cimetière.